# Caradrina germainii
Caradrina germainii är en fjärilsart som beskrevs av Philogène Auguste Joseph Duponchel 1835. Caradrina germainii ingår i släktet Caradrina och familjen nattflyn. Inga underarter finns listade i Catalogue of Life.